# 厄瓜多尔须芒草
厄瓜多尔须芒草是禾本科须芒草属下的一个物种，模式产地在厄瓜多尔（种加词意思是厄瓜多尔的），亦分布于哥伦比亚。